# 第4軍団マケドニカ
第4軍団マケドニカ (Legio IIII Macedonica) は、ローマ軍の軍団のひとつ。起原はガイウス・ユリウス・カエサルが紀元前48年にイタリア国内の軍団兵を総合して作った事から始まる。紋章はカエサルが創設した軍団と同じく牡牛、またはカプリコン。

## 軍歴

### カエサル時代
共和政ローマの軍隊解散命令に対してカエサルがルビコン川を越えローマに侵攻するとグナエウス・ポンペイウス、小カトーなど元老院の共和派はギリシアに退却、さらなる追撃のためにカエサルは国内から兵士を募り第4軍団を創設した。そして新設の軍団はファルサルスの戦いに従軍、カエサルはポンペイウスを敗った。戦後第4軍団はマケドニアに駐留、ここからマケドニカという名称がついた。

### ユリウス＝クラウディウス朝期
カエサル暗殺後、跡を継いだオクタウィアヌスのもと、第4軍団はピリッピの戦い、アクティウムの海戦に参加、マルクス・アントニウスに勝利した。そして今やアウグストゥスと名乗るようになったオクタウィアヌスはヒスパニア・タラコネンシスに第4軍団を派遣、カンタブリア人の反乱の鎮圧に参加した。紀元前13年に反乱が収まると第4軍団はそのままヒスパニアに駐留、以降ヒスパニアは属州としてローマ帝国の支配下に入るようになった。
43年には第4軍団は高地ゲルマニアに移動、先任の第14軍団ゲミナがブリタンニア遠征に出征すると、その後任に就く。そして第22軍団プリミゲニアとともにモグンティアクムに駐留した。

### フラウィウス朝、そして解散
ネロの自殺後、帝国が混乱して4人の皇帝を一度に出す事態になると第4軍団は高地ゲルマニアの総督であったウィテリウスを支持、対立した皇帝オトを敗る。しかしウィテリウスは殺され、ウェスパシアヌスが皇帝となり、新たなフラウィウス朝の始祖となった。
そして70年にゲルマニアでユリウス・キウィリスが起こした反乱を起こすと第4軍団は任地のモグンティアクムを守り、クィントゥス・ペティリウス・ケリアリスのもとで反乱勢力に対して戦った。彼等第4軍団の行動はローマを守る軍隊としてしかるべき態度ではあったが、恐らく先の内乱でウィテリウスを支持した事からウェスパシアヌスから信任される事はなかった事が理由であろうか、第4軍団は解散され、そして新たな軍団第4軍団フラウィア・フェリクスとして再編された。